# Kupa e Shqipërisë 2019-2020
La Kupa e Shqipërisë 2019-2020 è stata la 68ª edizione della coppa nazionale albanese, iniziata il 4 settembre 2019 e terminata il 2 agosto 2020. Il Kukësi era la squadra campione in carica. Il Teuta ha vinto 2-0 la finale con il Tirana, conquistando il trofeo per la quarta volta nella sua storia.

## Formula
La competizione si svolge in turni ad eliminazione diretta con partite di andata e ritorno, tranne il turno preliminare che si gioca in partita unica. La squadra vincitrice si qualifica alla UEFA Europa League 2020-2021.

## Turno preliminare
| 4 settembre 2019 |                 |           |
| Tomori           | 0 – 3           | Shkumbini |
| Vora             | 0 – 0 (4-3 dtr) | Luzi 2008 |

## Primo turno
| Squadra 1                          | Totale      | Squadra 2         | Andata | Ritorno |
| ---------------------------------- | ----------- | ----------------- | ------ | ------- |
| 18 settembre 2019 / 2 ottobre 2019 |             |                   |        |         |
| Apolonia Fier                      | w/o         | Kamza             | 3 - 0  | Canc.   |
| Burreli                            | 0 - 3       | Vllaznia          | 0 - 1  | 0 - 2   |
| Turbina Cërrik                     | 1 - 3       | Luftëtari         | 0 - 1  | 1 - 2   |
| Devolli                            | 3 - 4       | Skënderbeu        | 1 - 4  | 2 - 0   |
| Egnatia                            | 0 - 3       | Besa Kavajë       | 0 - 1  | 0 - 2   |
| Elbasani                           | 0 - 4       | Laçi              | 0 - 0  | 0 - 4   |
| Erzeni                             | 4 - 0       | Dinamo Tirana     | 3 - 0  | 1 - 0   |
| Iliria                             | 2 - 2 (gfc) | Kastrioti         | 2 - 1  | 0 - 1   |
| Veleçiku                           | 3 - 7       | Flamurtari Valona | 3 - 2  | 0 - 5   |
| Korabi                             | 2 - 2 (gfc) | Besëlidhja        | 2 - 1  | 0 - 1   |
| Lushnja                            | 4 - 1       | Oriku             | 2 - 1  | 2 - 0   |
| Pogradeci                          | 2 - 5       | Bylis Ballsh      | 0 - 4  | 2 - 1   |
| Shënkolli                          | 0 - 4       | Tirana            | 0 - 0  | 0 - 4   |
| Shkumbini                          | 1 - 9       | Kukësi            | 1 - 3  | 0 - 6   |
| Tërbuni Pukë                       | 2 - 8       | Teuta             | 0 - 2  | 2 - 6   |
| Vora                               | 0 - 4       | Partizani Tirana  | 0 - 3  | 0 - 1   |

## Secondo turno
| Squadra 1                          | Totale | Squadra 2         | Andata | Ritorno |
| ---------------------------------- | ------ | ----------------- | ------ | ------- |
| 29 gennaio 2020 / 12 febbraio 2020 |        |                   |        |         |
| Apolonia Fier                      | 3 - 0  | Luftëtari         | 3 - 0  | 0 - 0   |
| Besa Kavajë                        | 0 - 3  | Skënderbeu        | 0 - 2  | 0 - 1   |
| Besëlidhja                         | 4 - 3  | Partizani Tirana  | 3 - 0  | 1 - 3   |
| Erzeni                             | 2 - 6  | Teuta             | 1 - 3  | 1 - 3   |
| Kastrioti                          | 1 - 7  | Tirana            | 1 - 3  | 0 - 4   |
| Lushnja                            | 0 - 4  | Kukësi            | 0 - 1  | 0 - 3   |
| Vllaznia                           | 4 - 2  | Flamurtari Valona | 2 - 2  | 2 - 0   |
| 30 gennaio 2020 / 12 febbraio 2020 |        |                   |        |         |
| Bylis Ballsh                       | 4 - 3  | Laçi              | 2 - 0  | 2 - 3   |

## Quarti di finale
| Squadra 1                       | Totale | Squadra 2  | Andata | Ritorno |
| ------------------------------- | ------ | ---------- | ------ | ------- |
| 11 giugno 2020 / 24 giugno 2020 |        |            |        |         |
| Apolonia Fier                   | 2 - 5  | Kukësi     | 1 - 2  | 1 - 3   |
| Bylis Ballsh                    | 2 - 1  | Skënderbeu | 1 - 0  | 1 - 1   |
| Tirana                          | 6 - 2  | Besëlidhja | 5 - 1  | 1 - 1   |
| Vllaznia                        | 2 - 3  | Teuta      | 2 - 2  | 0 - 1   |

## Semifinali
| Squadra 1                      | Totale | Squadra 2 | Andata | Ritorno |
| ------------------------------ | ------ | --------- | ------ | ------- |
| 2 luglio 2020 / 15 luglio 2020 |        |           |        |         |
| Bylis Ballsh                   | 2 - 3  | Tirana    | 2 - 1  | 0 - 2   |
| Kukësi                         | 1 - 2  | Teuta     | 0 - 0  | 1 - 2   |

## Finale
| Arbitro: | Eldorjan Hamiti |

|  |           |                   |
|  | Marcatori | 2’ Hoxha 78’ Vila |